# Метод зниження тиску
Метод зниження тиску (рос. метод снижения (падения) давления; англ. pressure decrease method; нім. Methode f der Drucksenkung) — технологія, яка застосовується для ліквідації утворених гідратів у стовбурі свердловини, в промислових і магістральних газопроводах південних районів, де температура в результаті розкладання гідратів не знижується нижче 0 °С.

## Загальний опис
Гідратну пробку в газопроводах ліквідують шляхом зниження тиску трьома способами:
- ділянка газопроводу, в якому утворилася пробка, відключається, і газ через продувні свічки випускається в атмосферу; продукти розпаду видуваються через одну із свічок, після чого ділянка газопроводу знову підключається до роботи;
- перекривається лінійний кран з одного боку, і газ, що міститься між пробкою і перекритим краном, викидається в атмосферу, а після часткового розкладання гідратів пробка викидається через продувну свічку в атмосферу;
- відключається ділянка газопроводу з обох сторін пробки, і газ, що міститься між пробкою і одним із перекритих кранів, випускається в атмосферу. Таке руйнування гідратної пробки забезпечує більш м'яке її переміщення до продувної свічки, і при цьому свічка не забивається.

Також, метод визначення запасів природного газу за величиною поточного тиску в газовому покладі і накопиченого відбору газу, який базується на використанні формули, що випливає з рівняння матеріального балансу.